# Erler (Mutki)
Erler (Koerdisch: Şinnîst) is een dorp in het Turkse district Mutki (provincie Bitlis, Oost-Anatolië).

## Geografie
Het dorp ligt op 50 km van het stadscentrum van Bitlis en op 30 km van het stadscentrum van Mutki. Het ligt ten noordwesten van Mutki en kan worden bereikt via de provinciale weg 13-77 Hasköy-Mutki.

## Bevolking
In het dorp wonen Koerden en Arabieren, deze laatsten spreken dialecten van het Koerdisch afkomstig uit het district Basra in Irak.
Tot 1917 hebben er Armeniërs in het dorp gewoond. In die tijd heette het dorp Xavarik. Daarna werd deze naam afgeschaft en kreeg het zijn huidige namen in het Koerdisch en Turks.